# Marchagaz
Marchagaz es un municipio y localidad española de la provincia de Cáceres, en la comunidad autónoma de Extremadura. El término municipal, perteneciente a la mancomunidad de Trasierra-Tierras de Granadilla, tiene una población de 236 habitantes (INE 2024).

## Geografía
Marchagaz se halla enclavado en un pequeño valle rodeado de montes como el pico Santa Bárbara (más conocido en el pueblo como Altamira) y Risco Viejo, este último con 1010 m de altitud. Cerca del municipio pueden encontrarse, al norte, el inicio de la comarca de Las Hurdes y al este, el embalse de Gabriel y Galán. Linda al norte con Casar de Palomero y al sur con Palomero. Forma parte del partido judicial de Plasencia.
El casco urbano de Marchagaz forma una especie de X trazada por sus calles principales, Iglesia-Valle y Majadilla-Rebollo. El término municipal está compuesto en su mayoría por fincas agrícolas de olivar de secano, aunque también destacan un buen número de alcornocales y pinares y, en menor medida, castaños en las cotas más elevadas del monte.

## Historia
Existe un documento de 1030 en el que se menciona a Marchagaz y Palomero como municipios dependientes de la cercana villa de Casar de Palomero, a la que cedían en vasallaje una serie de productos. En lo alto de la sierra de Santa Bárbara existió un torreón vigía que se comunicaba visualmente con otros de la zona, incluso con el de Alba de Tormes en la provincia de Salamanca. En la ladera sur de este monte aún existen las ruinas del convento de San Marcos, anteriormente habitado por frailes. Cerca de este lugar se ha construido un merendero donde se celebra anualmente la romería al finalizar la Semana Santa.
A la caída del Antiguo Régimen la localidad se constituye en municipio constitucional en la región de Extremadura, partido judicial de Granadilla que en el censo de 1842 contaba con 35 hogares y 192 vecinos. A mediados del siglo XIX el lugar tenía contabilizadas unas 65 casas. Aparece descrito en el decimoprimer volumen del Diccionario geográfico-estadístico-histórico de España y sus posesiones de Ultramar de Pascual Madoz de la siguiente manera:

MARCHAGAZ: l. con ayunt. en la prov. y aud. terr. de Cáceres (14 leg.), part. jud. de Granadilla (2), dióc. de Coria (6), c. g. de Estremadura (Badajoz 26). sit. á la falda S. de la sierra de Altamira, es de clima templado, no obstante de que reinan con frecuencia los vientos del N., y se padecen inflamatorias y quebraduras. Tiene 65 casas de piso bajo en 4 ó 5 calles sin alineacion ni empredrado; 1 plaza irregular sin portales, y en ella la casa de ayunt. y cárcel, y escuela cuando hay quien la desempeñe; hay 1 igl. parr., dedicada á Santiago Apóstol, cuyo curato es anejo al de Palomero; el edificio es pequeño y pobre: sit. al SE. del pueblo y á su inmediacion el cementerio: se surte de aguas potables en fuentes naturales de muy buena calidad. Confina el térm. por N. con el de Casar de Palomero; E. Monedas; S. Palomero; O. Bronco, á dist. de 1/4 á 1/2 leg., y comprende la sierra de Altamira (V.), ó Santa Bárbara, en cuyo descenso se halla el edificio arruinado del suprimido conv. de San Marcos, olivares, viñas y castaños con tierra de labor: le baña la garganta ó rivera de Palomero, que pasa á 1,000 varas O. del l., y da movimiento á 1 molino de aceite con viga y tahona y á otro harinero; el terreno es quebrado, áspero, cubierto de monte de jara, con suelo pizarroso y de mediana calidad: los caminos vecinales y estrechos; el correo se recibe en Plasencia por balijero cada 8 dias: prod. trigo, centeno, aceite, vino, poco lino y castañas, legumbres, verduras y pastos bajos; se mantiene ganado cabrio, colmenas, el vacuno necesario para el cultivo, y se cria caza de todas clases. ind. y comercio: 8 telares de lienzo y los molinos referidos; se vende el aceite para atender á la adquisicion de los demás art. pobl.: 35 vecinos, 132 alm. cap. prod.: 333,400 rs. imp.: 16,670. contr.: 2.043 17. presupuesto municipal: 1,500, del que se pagan 800 al secretario por su dotacion, y se cubre con el producto de propios y arbitrios.
(Madoz, 1848, p. 218)

## Demografía
Marchagaz cuenta con una población de 236 habitantes (INE 2024).
| Gráfica de evolución demográfica de Marchagaz entre 1842 y 2021                                                     |
| |
| Población de derecho según los censos de población del INE Población de hecho según los censos de población del INE |

## Economía
Tanto Marchagaz como sus pueblos limítrofes tiene como fuente económica en exclusiva la producción, recolección y venta de aceituna de mesa, especialidad manzanilla cacereña (aceituna verde y de tamaño medio con una exquisita carne y sabor, con cualquiera de los aliños con que se prepare).
La dependencia de la agricultura es crónica debido a la escasa cualificación de la población local. En 2001, Marchagaz era el municipio de más de 100 habitantes de la provincia de Cáceres con un mayor porcentaje de población sin estudios. En total, el 72,2 % de la población del municipio mayor de 10 años carecía de cualquier tipo de formación educativa. Este porcentaje era notoriamente superior al 23,9 % de la media regional y al 15,3 % de la media estatal.